# جون ر. ريان
جون ر. ريان (بالإنجليزية: John R. Ryan)‏ هو ضابط أمريكي، ولد في 15 أغسطس 1945 في هاريسبرج في الولايات المتحدة.

## وصلات خارجية
- جون ر. ريان على موقع إن إن دي بي (الإنجليزية)